# Kōsei Kamo
Kōsei Kamo (加茂 公成?, Kamo Kōsei; Tokyo, 10 maggio 1932 – Tokyo, 6 gennaio 2017) è stato un tennista giapponese.

## Biografia
Era il fratello minore di Sachiko Kamo, la prima tennista giapponese a scendere in campo a Wimbledon.

## Carriera
Ha raggiunto la finale del Canadian Championships nel 1954 dove è stato sconfitto da Tut Bartzen col punteggio di 6-4, 6-0, 6-3, l'anno successivo ha ottenuto il successo più importante della carriera quando, in coppia con il connazionale Atsushi Miyagi, ha vinto gli U.S. National Championships sconfiggendo in finale i tennisti di casa Gerald Moss e Bill Quillian.
Il 1957 è stato l'unico anno in cui ha partecipato a Wimbledon, sceso in campo in tutte e tre le discipline il risultato migliore l'ha ottenuto nel doppio misto dove insieme alla bermudiana Heather Segal ha raggiunto i quarti di finale.
Ha fatto parte della squadra giapponese di Coppa Davis tra il 1953 e il 1959 vincendo quattordici incontri e perdendone quindici.

## Statistiche

### Finali nei tornei del Grande Slam

#### Doppio

##### Vittorie (1)
| Anno | Torneo                      | Compagno       | Avversari in finale       | Punteggio               |
| 1955 | U.S. National Championships | Atsushi Miyagi | Gerald Moss Bill Quillian | 6–3, 6–3, 3–6, 1–6, 6–4 |